# Masarykovo náměstí (Jindřichův Hradec)
Masarykovo náměstí se nalézá na severním okraji centra okresního města Jindřichův Hradec v Jihočeském kraji, na cestě z centra města k vlakovému i autobusovému nádraží. Ve středověku tady stávala velká gotická Pražská brána. Uprostřed náměstí je rozlehlá kašna.

## Archeologický výzkum
Záchranný archeologický výzkum na Masarykově náměstí probíhá od ledna 2006 a byl vyvolán zahájením celkové rekonstrukce této části města. Vzhledem ke skutečnosti, že se archeologové pohybují v prostoru severního okraje původní středověké aglomerace, je předpoklad odkrytí a možnosti podrobného průzkumu reliktů středověkého a novověkého opevnění města, včetně tzv. Pražské brány. Ta stávala někde v prostoru dnešního napojení Masarykova náměstí a Panské ulice.

## Promenádní koncerty
V létě se na Masarykově náměstí konají populární Letní a Promenádní koncerty (např. Retro Bandu Josefa Boháče).
Na Masarykově náměstí sídlí také známé jindřichohradecké kino Střelnice a kulturní středisko.
Nově je zde zbudována s hudbou a projekcí synchronizovaná fontána nabízející zejména turistům v podvečer nevšední zážitek.